# 次中音薩克斯風

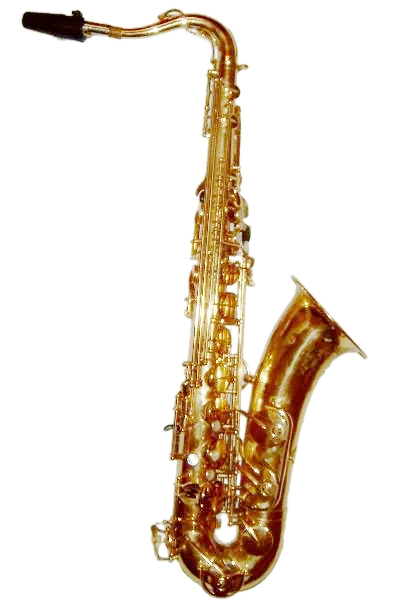
次中音薩克斯風

次中音薩克斯風（Tenor saxophone），是薩克斯風家族的成員，阿道夫·薩克斯於1840年前後發明。次中音薩克斯風與中音薩克斯風（Alto saxophone）是最受歡迎的薩克斯風。
次中音薩克斯風通常為降B調，外形比中音薩克斯風稍大，彎管前端多了一個彎曲，音色溫和穩重。管樂隊中次中音薩克斯數量少於中音，一般作為輔助角色和上低音號和長號用同樣的樂譜。次中音薩克斯風在爵士樂中次中音起核心作用。